# Amédée Ozenfant
Amédée Ozenfant (15 de abril de 1886 - 4 de mayo de 1966) fue un pintor cubista francés, dentro de la tendencia purista. 
Nació en una familia burguesa de Saint-Quentin, Aisne y fue educado en los colegios de los dominicos en Saint-Sébastien. Después de completar su educación, regresó a Saint-Quentin y comenzó a pintar acuarelas y pasteles.
En 1904 acudió a un curso de dibujo organizado por Jules-Alexandre Patrouillard Degrave en la École Municipale de Dessin Quentin Delatour en Saint-Quentin. En 1905, con diecinueve años, viajó a París, donde estudió artes decorativas, primero con Maurice Verneuil y más tarde con Charles Cottet. También se hizo amigo de Roger de La Fresnaye y André Dunoyer de Segonzac.
Entre 1909 y 1913 viajó por Rusia, Italia, Bélgica, y los Países Bajos y acudió a conferencias en el Collège de France en París. En 1915, en colaboración con Max Jacob y Guillaume Apollinaire, Ozenfant fundó la revista L’Élan, que editó hasta 1916, y sus teorías sobre el purismo comenzaron a desarrollarse. Conoció al arquitecto y pintor suizo Charles-Edouard Jeanneret (Le Corbusier) en 1917, y conjuntamente expusieron las teorías del purismo en su libro Después del cubismo. Su publicación coincidió con la primera exposición purista, celebrada en la Galerie Thomas de París en 1917, en la que expuso Ozenfant. Hubo más colaboración posterior entre ellos en el periódico L’Esprit nouveau, que se publicó de 1920 hasta 1925.
Una segunda exposición purista tuvo lugar en la Galerie Druet, París, en 1921 en la que Ozenfant de nuevo expuso. En 1924 abrió un taller libre en París con Fernand Léger, donde ambos enseñaban junto a Alexandra Exter y Marie Laurencin. Ozenfant y Le Corbusier escribieron La Peinture moderne en 1925 y en 1928 Ozenfant publicó Art. En esta obra expone plenamente su teoría del purismo, y destaca su estilo idiosincrásico y aforístico.
Fue maestro de dibujo entre muchos otros alumnos de la pintora surrealista Leonora Carrington, quien recuerda de esas clases que se le hacía trabajar intensamente donde se tenía que entender la química de lo que se usaba, como el papel y los lápices. Como anécdota cuenta que se pasó seis meses dibujando la misma manzana. Recordaba que su trabajo terminó convertido en una especie de momia. Leonora decía que Ozenfant era un buen profesor, que nunca dejaba que te desanimaras.
Ozenfant se dedicó ampliamente a la enseñanza en los Estados Unidos hasta 1955, cuando regresó a Francia. Allí permaneció el resto de su vida y murió en Cannes en 1966. Su obra puede verse en diversos museos públicos: el museo Guggenheim (Nueva York), el museo del Hermitage, la Academia de Artes de Honolulu, el Kunstmuseum de Basilea (Suiza), el Louvre, el Museo de Arte Moderno de Nueva York, El Muzeum Sztuki (Lodz, Polonia), la Galería Nacional de Australia (Canberra), el Museo de Arte de Filadelfia, el Museo de Arte Moderno de San Francisco, la Tate Gallery (Londres) y el Centro de Arte Walker (Minnesota).